# 王栖曜
王栖曜（8世纪—803年），唐朝将领，濮州濮阳县（今河南省濮阳市）人。
王栖曜开始游于乡学。性情谨厚，善骑射。安禄山作乱，王栖曜作为尚衡义兵牙将，平叛有功，授为试金吾卫将军。唐代宗广德年间，平袁晁，官至常州别驾、浙西都知兵马使。大历末年，从讨汴宋留后李灵曜等，立战功。唐德宗贞元初年，官至左龙武大将军，授鄜坊丹延节度使兼御史大夫，在官任上去世，谥成。其子王茂元。

## 延伸阅读
[在维基数据编辑]
 《舊唐書/卷152》，出自刘昫《舊唐書》
 《新唐書·卷170》，出自《新唐書》